# Михин, Михаил Иванович
Михаи́л Ива́нович Ми́хин (25 октября 1923, село Бор-Форпост, Славгородский уезд, Алтайская губерния, ныне Волчихинский район Алтайского края — 25 марта 2007, Санкт-Петербург) — советский лётчик-ас истребительной реактивной авиации, участник Корейской войны, Герой Советского Союза (1953). Генерал-майор авиации.

## Ранние годы
Родился в крестьянской семье. С 1930 года семья жила в городе Алма-Ата. Окончил 9 классов 30-й школы города Алма-Ата. В 1939—1941 годах учился в Алма-Атинском городском аэроклубе.

## Служба
Через месяц после начала Великой Отечественной войны вся группа авиаклуба была призвана в Красную Армию и направлена в Чкаловское военное авиационное училище лётчиков имени К. Е. Ворошилова, готовившее лётчиков-бомбардировщиков. В 1942 году переведён в Сталинградскую военную авиационную школу лётчиков, дислоцировавшееся в Кустанайской области Казахской ССР. В 1944 году окончил училище. С декабря 1944 года служил лётчиком-инструктором в 4-й запасной авиационной бригаде Северо-Кавказского военного округа, затем переданной в состав Харьковского военного округа (аэродром Рогань).
С января 1946 года служил в 518-м истребительной авиационной полку 282-й истребительной авиационной дивизии в Киевском военном округе. В 1949 году полк был передан в Бакинский район ПВО. Служил в этом полку старшим лётчиком, командиром звена и заместителем командира эскадрильи. В июле 1952 года вся дивизия была переброшена в Китай, а уже в начале августа вступила в сражения Корейской войны.
С августа 1952 года и до конца боевых действий (июль 1953 года) участвовал в Корейской войне. Первым в полку сбил американский самолёт. Выполнил 140 боевых вылетов, провел 39 воздушных боя, сбил 9 самолётов и подбил ещё 3. За всё время боёв не получил ни одного ранения, а его самолёт —
ни одного повреждения в воздухе.
Указом Президиума Верховного Совета СССР от 14 июля 1953 года за мужество и отвагу, проявленные при выполнении воинского долга, майору Михаилу Ивановичу Михину присвоено звание Героя Советского Союза с вручением ордена Ленина и медали «Золотая Звезда» (№ 10 834).
После Корейской войны продолжил службу в Войсках ПВО страны, вскоре стал командиром эскадрильи 518-го истребительного авиаполка, а затем и заместителем командира полка по лётной части (полк был в 1953 году передан в Архангельский округ ПВО). В 1955 году окончил Центральные курсы усовершенствования офицерского состава. С 1956 года — командир 518-го истребительного авиационного полка, с 1958 года служил заместителем командира истребительной авиационной дивизии в 10-й отдельной армии ПВО (штаб в Архангельске), с 1966 года — заместитель начальника авиации 6-й отдельной армии ПВО в Ленинграде.
Когда по состоянию здоровья был отстранён от лётной работы, в 1973 году окончил Военную академию тыла и транспорта. Служил начальником штаба 148-го Центра боевого применения и переучивания летного состава войск ПВО страны (аэродром Саваслейка, Горьковская область). С ноября 1978 года — заместитель начальника штаба 6-й отдельной армии ПВО. С мая 1980 года генерал-майор авиации М. И. Михин — в запасе.
Жил в Ленинграде (Санкт-Петербурге). Скончался 25 марта 2007 года в Санкт-Петербурге, похоронен на Серафимовском кладбище (Коммунистическая площадка).

Могила Михина на Серафимовском кладбище Санкт-Петербурга.

## Награды
- медаль «Золотая Звезда» Героя Советского Союза (14.07.1953);
- два ордена Ленина (6.10.1952, 14.07.1953);
- Орден Красного Знамени (16.10.1957);
- три ордена Красной Звезды (4.06.1954, 30.12.1956, 29.04.1957);
- орден «За службу Родине в Вооружённых Силах СССР» 3-й степени (21.02.1978);
- медаль «За боевые заслуги» (19.11.1951);
- другие медали;
- медаль «Китайско-советская дружба» (КНР)[2].